# 시광여니별래무양
《시광여니별래무양》(중국어 간체자: 时光与你别来无恙, 정체자: 時光與你別來無恙, 병음: Shíguāng Yǔ Nǐ Biéláiwúyàng, "시간과 넌 잘 지냈니")은 2021년에 방영된 아이치이의 웹 드라마이다.

## 등장 인물
- 천유웨이 : 장뎬(姜颠) 역
- 쉬이양 : 청펑(程逢) 역
- 차이샹위 : 다이바오링(戴宝玲) 역
- 푸웨이룬 : 롄뤄선(廉若绅) 역
- 천징이 : 페이샤오윈(裴小芸) 역
- 판루위 : 저우야오(周尧) 역